# Kreiz Breizh Elites 2013
La 14e édition du Kreiz Breizh Elites a lieu du 27 juillet au 29 juillet 2013. La course fait partie du calendrier UCI Europe Tour 2013 en catégorie 2.2.

## Présentation
Cette 15e édition du Kreiz Breizh Elites se déroule du 27 juillet au 29 juillet 2013. Trois étapes sont propices aux baroudeurs, la seconde est un contre-la-montre, elles passeront toutes par le centre Bretagne.

### Équipes
Classé en catégorie 2.2 de l'UCI Europe Tour, le Kreiz Breizh Elites est par conséquent ouvert aux équipes continentales professionnelles, aux équipes continentales, à des équipes nationales et à des équipes régionales ou de clubs. Les UCI ProTeams (première division) ne peuvent pas participer.
26 équipes participent à ce Kreiz Breizh Elites : 1 équipe continentale pro, 13 équipes continentales, 11 équipes régionales ou de clubs, et 1 équipe de sélection nationale.
| Nom de l'équipe                      | Pays   | Code |
| ------------------------------------ | ------ | ---- |
| BIC 2000                             | France |      |
| Entente Sud Gascogne                 | France |      |
| Océane U-Top 16                      | France |      |
| Team Probikeshop Saint-Etienne Loire | France |      |
| VC Rouen 76                          | France |      |

| Nom de l'équipe           | Pays   | Code |
| ------------------------- | ------ | ---- |
| Côtes d'Armor-Marie Morin | France |      |
| USSA Pavilly Barentin     | France |      |
| VC Pays de Loudéac        | France |      |

| Nom de l'équipe    | Pays   | Code |
| ------------------ | ------ | ---- |
| Hennebont Cyclisme | France |      |
| TC Pays de Dinan   | France |      |

| Nom de l'équipe             | Pays     | Code |
| --------------------------- | -------- | ---- |
| EFC-Omega Pharma-Quick Step | Belgique |      |

| Nom de l'équipe                | Pays        | Code |
| ------------------------------ | ----------- | ---- |
| 3M                             | Belgique    | MMM  |
| Aisan Racing                   | Japon       | AIS  |
| An Post-ChainReaction          | Belgique    | SKT  |
| Euskadi                        | Espagne     | EUK  |
| Jo Piels                       | Pays-Bas    | CJP  |
| Node 4-Giordana Racing         | Royaume-Uni | NGR  |
| Øster Hus-Ridley               | Norvège     | OHR  |
| Polygon Sweet Nice             | Irlande     | PSN  |
| Rabobank Development           | Pays-Bas    | RBT  |
| Sunweb-Napoleon Games          | Belgique    | SUN  |
| Synergy Baku Project           | Azerbaïdjan | BCP  |
| T.Palm-Pôle Continental Wallon | Belgique    | PCW  |
| Vorarlberg                     | Autriche    | VBG  |

| Nom de l'équipe                     | Pays       | Code |
| ----------------------------------- | ---------- | ---- |
| Équipe nationale des États-Unis U23 | États-Unis |      |

## Étapes
| Étape     | Date            | Villes étapes             |                             | Distance (km) | Vainqueur d’étape    | Leader du classement général |
| --------- | --------------- | ------------------------- | --------------------------- | ------------- | -------------------- | ---------------------------- |
| 1re étape | sam. 27 juillet | Calanhel – Plouray        | Étape vallonnée             | 194           | Romain Mathéou       | Romain Mathéou               |
| 2e étape  | dim. 28 juillet | Carhaix – Carhaix         | Contre-la-montre individuel | 12            | Nick van der Lijke   | Nick van der Lijke           |
| 3e étape  | dim. 28 juillet | Le Saint – Ploërdut       | Étape vallonnée             | 106           | Erwann Corbel        | Nick van der Lijke           |
| 4e étape  | lun. 29 juillet | Plouguernével – Rostrenen | Étape vallonnée             | 174           | Geert van der Weijst | Nick van der Lijke           |

## Classements finals

### Classement général
| Classement général | Classement général   | Classement général | Classement général           | Classement général |
|                    | Coureur              | Pays               | Équipe                       | Temps              |
| ------------------ | -------------------- | ------------------ | ---------------------------- | ------------------ |
| 1er                | Nick van der Lijke   | Pays-Bas           | Rabobank Development         | en 12 h 8 min 36 s |
| 2e                 | Vegard Stake Laengen | Norvège            | Bretagne-Séché Environnement | + 28 s             |
| 3e                 | Nicolas Vereecken    | Belgique           | An Post-ChainReaction        | + 32 s             |
| 4e                 | Alexis Guérin        | France             | Entente Sud Gascogne         | + 41 s             |
| 5e                 | Tom Vermeer          | Pays-Bas           | Jo Piels                     | + 42 s             |
| 6e                 | Eduardo Sepúlveda    | Argentine          | Bretagne-Séché Environnement | + 47 s             |
| 7e                 | Gaël Malacarne       | France             | Bretagne-Séché Environnement | + 50 s             |
| 8e                 | Mike Teunissen       | Pays-Bas           | Rabobank Development         | + 54 s             |
| 9e                 | Mike Terpstra        | Pays-Bas           | 3M                           | + 56 s             |
| 10e                | Tomasz Olejnik       | Pologne            | USSA Pavilly Barentin        | + 1 min 3 s        |
| modifier           |                      |                    |                              |                    |

### Classements annexes
| Classement par points | Classement par points | Classement par points | Classement par points | Classement par points |
| --------------------- | --------------------- | --------------------- | --------------------- | --------------------- |
|                       | Coureur               | Pays                  | Équipe                | Point(s)              |
| 1er                   | Nick van der Lijke    | Pays-Bas              | Rabobank Development  | 61 points             |
| 2e                    | Mike Terpstra         | Pays-Bas              | 3M                    | 40 pts                |
| 3e                    | Geert van der Weijst  | Pays-Bas              | Jo Piels              | 35 pts                |
| modifier              |                       |                       |                       |                       |

| Classement du meilleur grimpeur | Classement du meilleur grimpeur | Classement du meilleur grimpeur | Classement du meilleur grimpeur | Classement du meilleur grimpeur |
| ------------------------------- | ------------------------------- | ------------------------------- | ------------------------------- | ------------------------------- |
|                                 | Coureur                         | Pays                            | Équipe                          | Point(s)                        |
| 1er                             | Haritz Orbe                     | Espagne                         | Euskadi                         | 24 points                       |
| 2e                              | Håvard Blikra                   | Norvège                         | Øster Hus-Ridley                | 14 pts                          |
| 3e                              | Koen Bouwman                    | Pays-Bas                        | Jo Piels                        | 13 pts                          |
| modifier                        |                                 |                                 |                                 |                                 |

| \| Classement du meilleur jeune \| Classement du meilleur jeune \| Classement du meilleur jeune \| Classement du meilleur jeune \| Classement du meilleur jeune \| \| \| Coureur \| Pays \| Équipe \| Temps \| \| ---------------------------- \| ---------------------------- \| ---------------------------- \| ---------------------------- \| ---------------------------- \| \| 1er \| Nick van der Lijke \| Pays-Bas \| Rabobank Development \| en 12 h 8 min 36 s \| \| 2e \| Alexis Guérin \| France \| Entente Sud Gascogne \| + 41 s \| \| 3e \| Eduardo Sepúlveda \| Argentine \| Bretagne-Séché Environnement \| + 48 s \| \| modifier \| \| \| \| \| |                    |           |                              |                    |
| Classement du meilleur jeune |                    |           |                              |                    |
| | Coureur            | Pays      | Équipe                       | Temps              |
| 1er | Nick van der Lijke | Pays-Bas  | Rabobank Development         | en 12 h 8 min 36 s |
| 2e | Alexis Guérin      | France    | Entente Sud Gascogne         | + 41 s             |
| 3e | Eduardo Sepúlveda  | Argentine | Bretagne-Séché Environnement | + 48 s             |
| modifier |                    |           |                              |                    |